# Цузе, Конрад
Доктор Ко́нрад Эрнст О́тто Цу́зе (нем. Dr. Konrad Ernst Otto Zuse; 22 июня 1910, Берлин, Германская империя — 18 декабря 1995, Хюнфельд, Германия) — немецкий инженер, один из пионеров компьютеростроения. Наиболее известен как создатель первого действительно работающего электро-механического программируемого компьютера Z3 (1941) и первого языка программирования высокого уровня Планкалкюль (1948).

## Биография

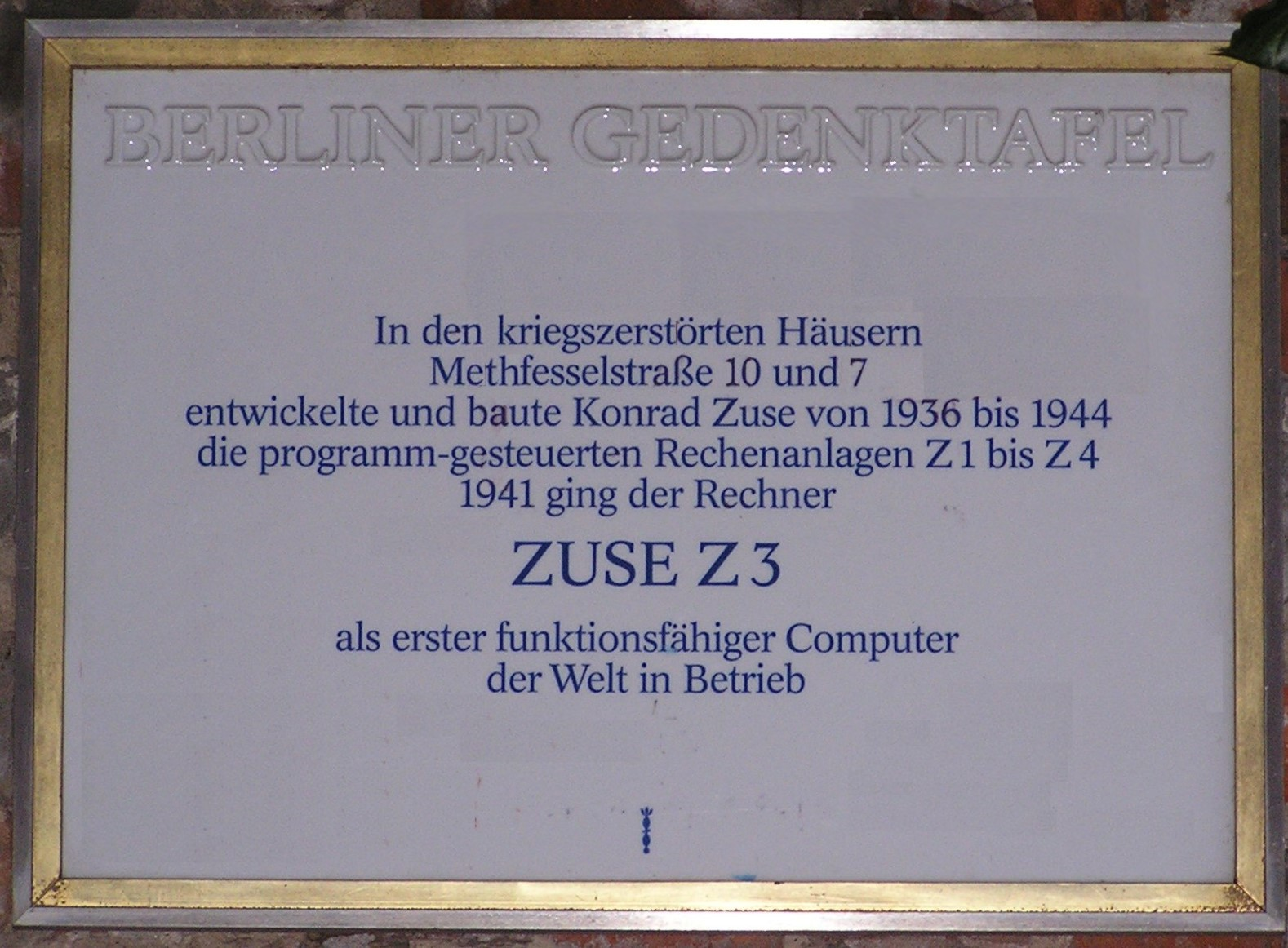
Мемориальная доска, посвященная работе Цузе, приложенной к руинам Methfesselstraße 7, Берлин

Цузе родился в Берлине (Германия) и продолжительное время жил с родителями на севере Саксонии в городке Хойерсверда (нем. Hoyerswerda). С детских лет мальчик проявлял интерес к конструированию. Ещё в школе он спроектировал действующую модель машины по размену монет и создавал проект города на 37 миллионов жителей. А в годы студенчества к нему впервые пришла идея создания автоматического программируемого вычислителя.
В 1935 году Цузе получил образование инженера в Берлинской высшей технической школе в Шарлоттенбурге, которая сегодня носит название Берлинского технического университета. По её окончании он поступил на работу на авиационный завод Хеншеля в Шёнефельде, однако, проработав всего лишь год, перешёл с полной ставки на работу на полставки, в свободное время вплотную занявшись созданием программируемой счётной машины. Поэкспериментировав с десятичной системой счисления, молодой инженер предпочёл ей двоичную. В 1938 году появилась первая действующая разработка Цузе, названная им Z1. Это был двоичный механический вычислитель с электрическим приводом и ограниченной возможностью программирования при помощи клавиатуры. Результат вычислений в десятичной системе отображался на ламповой панели. Построенный на собственные средства и деньги друзей и смонтированный на столе в гостиной родительского дома, Z1 работал ненадёжно из-за недостаточной точности выполнения составных частей. Впрочем, будучи экспериментальной моделью, ни для каких практических целей она не использовалась.
Вторая мировая война сделала невозможным общение Цузе с другими энтузиастами создания вычислительной техники в Великобритании и Соединённых Штатах Америки. В 1939 году Цузе был призван на военную службу, однако сумел убедить армейских начальников в необходимости дать ему возможность продолжить свои разработки. В 1940 году он получил поддержку Исследовательского института аэродинамики (нем. Aerodynamische Versuchsanstalt), который использовал его работу для создания управляемых ракет. Благодаря ей Цузе построил доработанную версию вычислителя — Z2 на основе телефонных реле. В отличие от Z1, новая машина считывала инструкции перфорированной 35-миллиметровой киноплёнки. Она тоже была демонстрационной моделью и не использовалась для практических целей. В этом же году Цузе организовал компанию Zuse Apparatebau для производства программируемых машин.
Удовлетворённый функциональностью Z2, в 1941 году Цузе создал уже более совершенную модель — Z3, которую сегодня многие считают первым реально действовавшим программируемым компьютером. Впрочем, программируемость этого двоичного вычислителя, собранного, как и предыдущая модель, на основе телефонных реле, также была ограниченной. Z3 первым среди вычислительных машин Цузе получил практическое применение и использовался для расчётов параметров стреловидных крыльев самолёта и расчётов для управляемых ракет немецким Исследовательским институтом аэродинамики.
Все три машины: Z1, Z2 и Z3 — были уничтожены в ходе бомбардировок Берлина в 1944 году. А в следующем, 1945 году, и сама созданная Цузе компания прекратила своё существование. Чуть ранее частично законченный Z4 был упакован и перевезён в безопасное место в Гёттинген. Именно для этого компьютера Цузе разработал первый в мире высокоуровневый язык программирования, названный им Планкалкюль (нем. Plankalkül — «вычисление по плану»).
В 1946 году Цузе организовал коммерческую компанию по производству компьютеров «Инженерная служба Цузе в Хопферау» (нем. Zuse-Ingenieurbüro Hopferau). Венчурный капитал был получен от Швейцарской высшей технической школы (ETH Zürich) и компании IBM.
Ещё через три года, в 1949 году, обосновавшись в городе Хюнфельде, Цузе создал компанию Zuse KG. В сентябре 1950 года Z4 был, наконец, закончен и поставлен в ETH Zürich. В то время он был единственным работающим компьютером в континентальной Европе и первым компьютером в мире, который был продан. В этом Z4 на пять месяцев опередил Манчестерский Марк I и на десять — UNIVAC I. Цузе и его компанией были построены и другие компьютеры, название каждого из которых начиналось с заглавной буквы Z. Наиболее известны машины Z11, продававшийся предприятиям оптической промышленности и университетам, и Z22 — первый компьютер с памятью на магнитных носителях.
Кроме вычислительных машин общего назначения, Цузе построил несколько специализированных вычислителей. Так, вычислители S1 и S2 использовались для определения точных размеров деталей в авиационной технике. Машина S2, помимо вычислителя, включала ещё и измерительные устройства для выполнения обмеров самолётов. Компьютер L1, так и оставшийся в виде экспериментального образца, предназначался Цузе для решения логических проблем.
К 1967 году фирма Zuse KG поставила 251 компьютер, на сумму около 100 миллионов дойчмарок, однако из-за финансовых проблем она была продана компании Siemens AG. Тем не менее, Цузе продолжал проводить исследования в области компьютеров и работал специалистом-консультантом Siemens AG.
Цузе считал, что устройство Вселенной похоже на сеть взаимосвязанных компьютеров. В 1969 году он издал книгу «Вычислительное пространство» (нем. Rechnender Raum), переведённую через год сотрудниками Массачусетского технологического института
В 1987—1989 годах, несмотря на перенесённый сердечный приступ, Цузе воссоздал свой первый компьютер Z1. Законченная модель насчитывала 30 тыс. компонентов, стоила 800 тыс. немецких марок и потребовала для своей сборки труда 4 энтузиастов (включая самого Цузе). Финансирование проекта обеспечивалось компанией Siemens AG наряду с пятью другими компаниями.
В настоящее время полностью функционирующая модель компьютера Z3 находится в «Немецком музее» города Мюнхена, а модель вычислителя Z1 передана в Немецкий технический музей Берлина. Сегодня в последнем открыта также специальная выставка, посвящённая Конраду Цузе и его работам. На выставке представлены двенадцать его машин, оригинальные документы по разработке языка Планкалкюль и несколько картин Цузе.

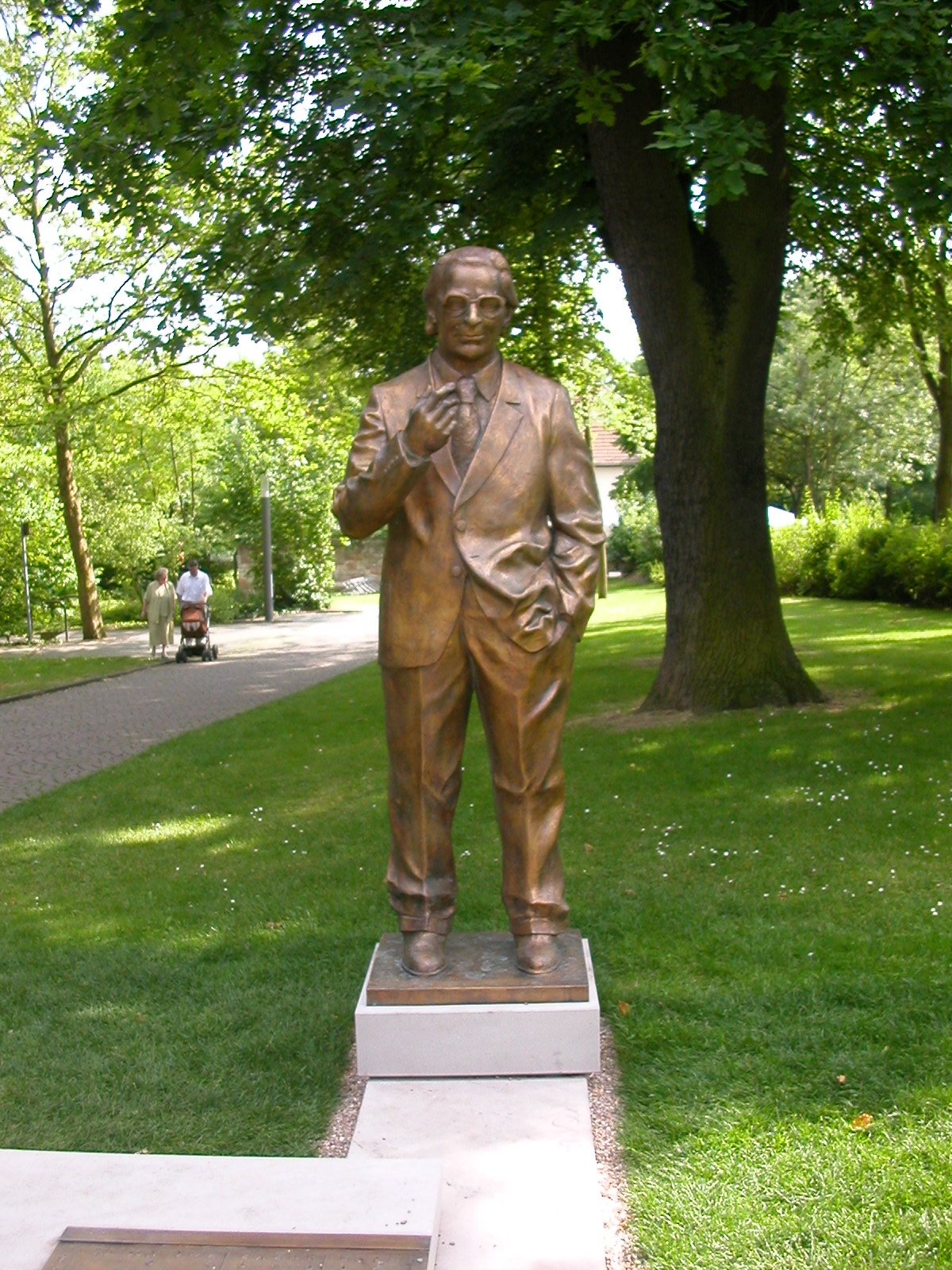
Памятник Конраду Цузе в Бад-Херсфельде

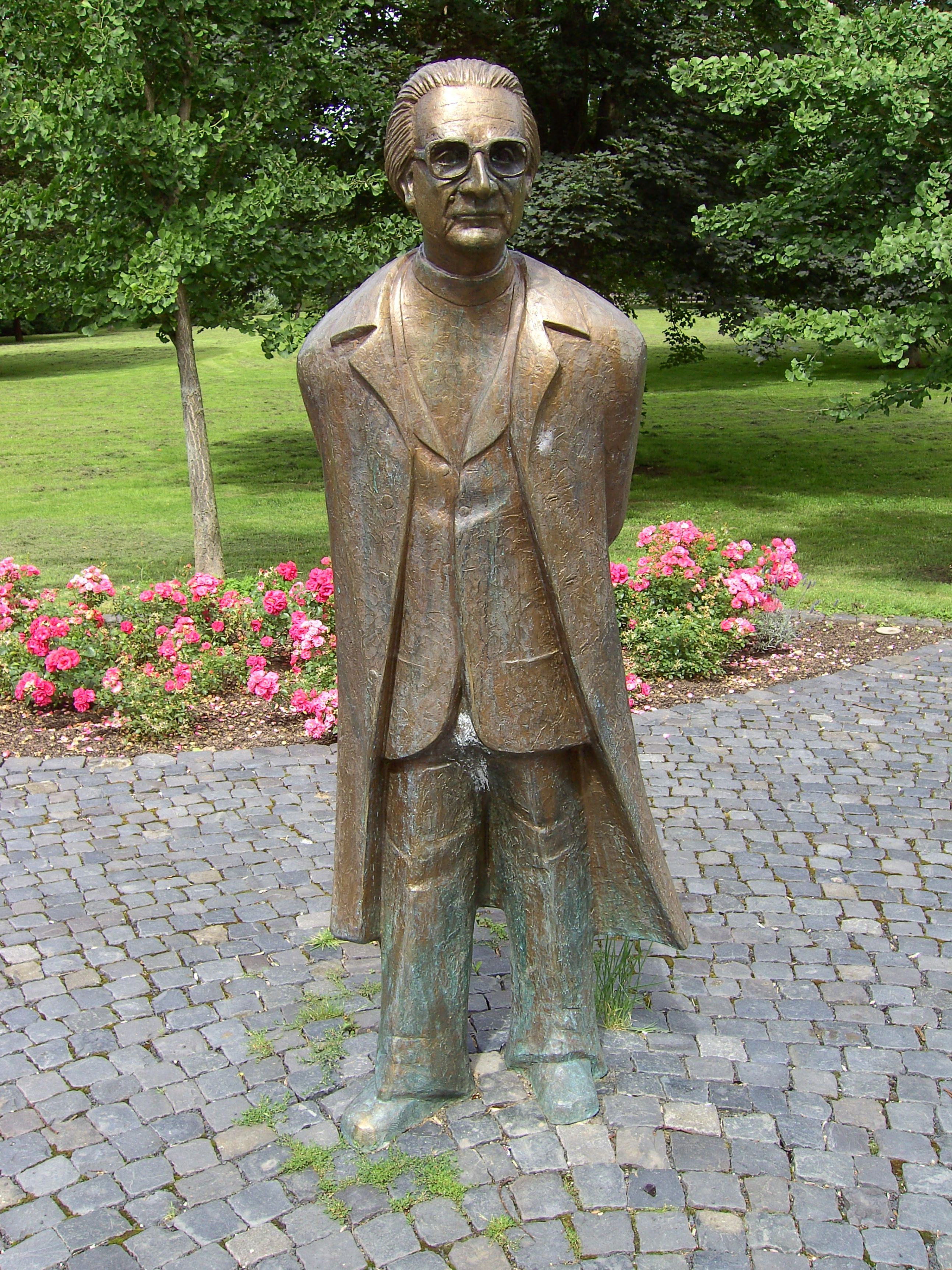
Мемориал Цузе в Хюнфельде, Гессен

За свой вклад и первые успехи в области автоматических вычислений, независимое предложение использования двоичной системы и арифметики с плавающей запятой, а также проектирование первого в Германии и одного из самых первых в мире программно-управляемых компьютеров в 1965 году Цузе получил мемориальную премию Гарри Гуда, медаль и 2000 долларов от Computer Society.
В 1985 году Цузе стал первым почётным членом немецкого «Общества информатики», а с 1987 года оно начало присваивать «Медаль Конрада Цузе», ставшую сегодня известнейшей немецкой наградой в области информатики. В 1995 году за дело всей жизни Цузе был удостоен ордена «Крест за заслуги перед Федеративной Республикой Германия». В 2003 году на канале ZDF он был назван «величайшим» из живших немцев.
Политически Цузе относил себя к социалистам. Кроме прочего, это выразилось в стремлении поставить компьютеры на службу социалистическим идеям. В рамках «эквивалентной экономики» Цузе, совместно с Арно Петерсом, работал над созданием концепта высокотехнологичной плановой экономики, базирующейся на управлении мощными современными компьютерами. В процессе разработки этого концепта Цузе ввёл термин «компьютерный социализм». Результатом этой работы была книга «Компьютерный социализм. Беседы с Конрадом Цузе» (2000), опубликованная в соавторстве.
После ухода на пенсию Цузе занялся своим любимым хобби — живописью. Цузе умер 18 декабря 1995 года в Хюнфельде (Германия), в возрасте 85 лет. Сегодня несколько городов Германии имеют улицы и здания, названные его именем, а также школа в г. Хюнфельде.